# Боровая улица (Москва)
Борова́я улица расположена в Юго-Восточном административном округе города Москвы на территории района Лефортово.

## История
Боровая улица названа до 1917 года по находившемуся в этой местности до застройки бору. До 1985 года подобное название носила улица Чёрное Озеро в районе Косино-Ухтомский.

## Расположение
Боровая улица начинается от улицы Госпитальный Вал, идёт на юг и после примыкания Юрьевской улицы продолжается как Юрьевский проезд.

## Примечательные здания и сооружения

### по нечётной стороне
- Дом 3 — Московская чайная фабрика.
- Дом 3, корпус 1 — телеканал Russia Today
- Дом 7, корпус 7 — «Ланит».
- Дом 7, стр. 10 — Дата-центр "DataLine OST"

### по чётной стороне
- Дом 10, корпус 1 — супермаркет «Пятёрочка»
- Дом 12 — представительство Восточно-юридической гуманитарной академии (ВЭГУ); Институт экономики предпринимательства.
- Дом 16 — супермаркет «Пятёрочка».
- Дом 20 — почтовое отделение № 20.